# 海底電纜
海底电缆，又稱海底通讯电缆（英語：Submarine communication cables），是用絕緣材料包裹的导线，铺设在海底，用於设立国家或地区之间的电信或电力传输。
首批海底通讯电缆提供电报通讯，后来開始引入电话通讯，以及互联网通讯。现代的电缆还使用了光纤技术，并且设立更先进的电话通讯、互联网与专用数据通讯，被称为海底光缆。海底光纜不僅歷史悠久，對比通訊衛星在傳輸數據上也有著壓倒性的優勢。雖然人造衛星的方案看似简单不少，但是通信衛星均部屬在3.5萬公里高的地球同步軌道或甚至更遠的閃電軌道上，封包來回花費的時間與海底光纜相比會長很多，通訊品質和速度也無法与之相比。

典型海底光缆的结构解析：
1. 聚乙烯外皮
2. 聚酯树酯或沥青层
3. 钢绞线层
4. 铝制防水层
5. 聚碳酸酯层
6. 铜管或铝管
7. 石蜡，烷烃层
8. 光纤束

現代電纜通常直徑約25毫米（0.98英寸），深海段重約1.4噸/公里（2.5短噸/英里；2.2噸長/英里），儘管大部分電纜較長，但深海段較重的電纜用於海岸附近的淺水部分。截至2005年时，除南极洲之外，海底电缆已经覆盖并联通地球上所有洲。南極洲是唯一沒有海底電纜聯結的洲。所有電話，影片和電子郵件流量必須通過衛星，因為光纖電纜不能承受南極洲10米深冰流，-80˚C低溫以及大量的突發狀況。

## 历史

### 概念及試驗
1839年，威廉·庫克（William Cooke）和查爾斯·惠斯通（Charles Wheatstone）開始進行第一次試驗，用一條銅線，加上簡單的包裹，純試驗性質。庫克和惠斯通在1839年發表了他們的電報之後，橫跨大西洋的海底線的想法開始被認為是未來的走向。
萨缪尔·摩尔斯（Samuel Morse）早在1840年就宣布了對海底電纜的展望，並於1842年將一根用焦麻和印度橡膠绝緣的電線浸沒在紐約港的水中，並通過電線進行了電報。次年秋天，惠斯通在斯旺西灣進行了類似的實驗。要確保長海底電纜的成功，必須使用良好的絕緣體來覆蓋導線並防止電流洩漏到水中。早在19世紀初期，普魯士的電氣工程師Moritz von Jacobi就曾嘗試過印度橡膠。
另一種可以通過加熱熔化的絕緣膠，可以很容易地塗在電線上，並於1842年問世。為英國東印度公司服務的蘇格蘭外科醫生威廉·蒙哥馬利（William Montgomerie）將Palattaum古塔胶樹的黏性果汁Gutta-percha引入歐洲。二十年前，蒙哥馬利曾在新加坡見過用古塔胶製成的鞭子，他相信這對製造外科器械很有用。邁克爾·法拉第（Michael Faraday）和惠斯通（Wheatstone）很快就發現了古塔膠的優點，並且在1845年，後者建議應使用它來覆蓋從多佛（Dover）到加來（Calais）鋪設的電線。 1847年，時任普魯士軍官的威廉·西門子（William Siemens）在道依茨和科隆之間穿越萊茵河鋪設了第一根成功的水下電纜，使用的是古塔膠（gutta percha）絕緣材料。1849年，東南鐵路線的電工查爾斯·文森特·沃克（Charles Vincent Walker）在福克斯通（Folkestone）沿岸將兩英里長的塗有古塔膠的鋼絲浸沒在水中，並成功進行了測試。

### 早年：銅質通訊電纜
歷史上的第一條海底電纜是在1850年在英國和法國之間鋪設的，那是由John Watkins Brett的盎格魯-法國電報公司（Anglo-French Telegraph Company）開設的一條穿越英吉利海峽的電纜，从现在的角度来看当时的电缆品質粗劣，沒有其他任何保护。1851年11月13日，第一次架设了拥有受保護核心的电缆，即真正的電纜，1852年，大不列顛及愛爾蘭被連接在一起。1852年海底電報公司第一次用纜線将倫敦到巴黎连接在一起。1853年，英格蘭一個電纜橫跨北海，被架设到荷蘭。

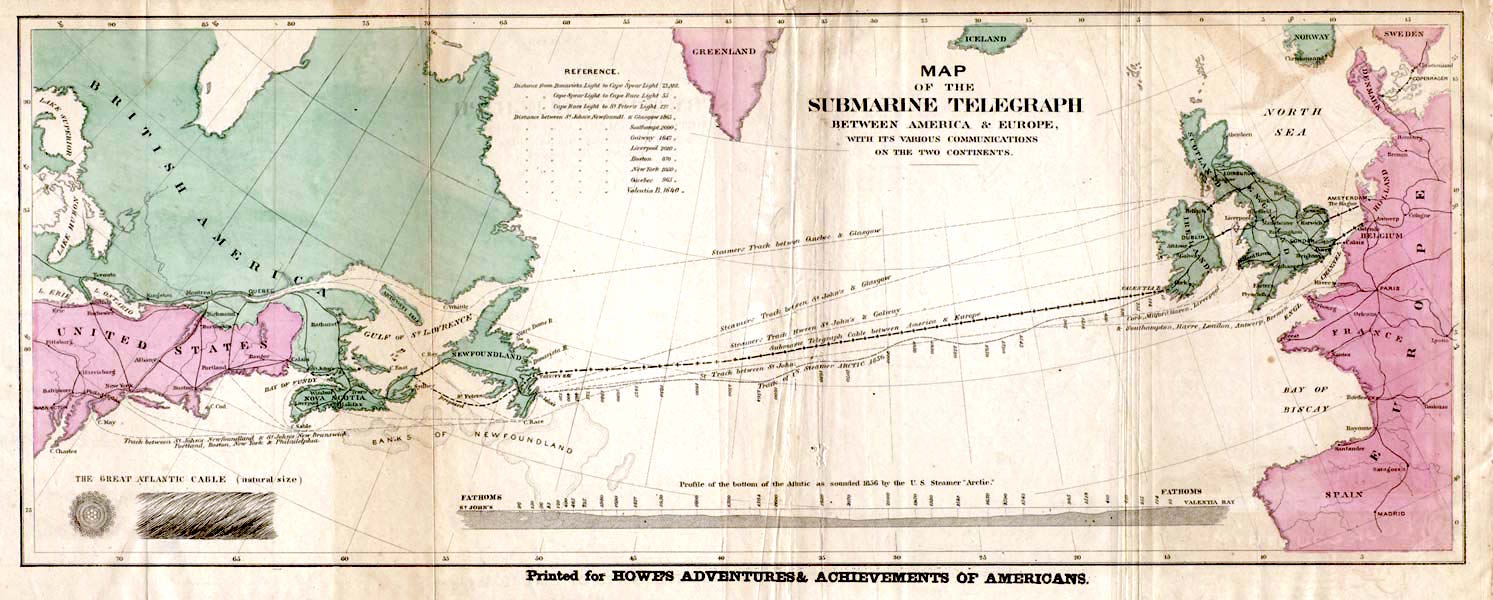
1858年的跨大西洋海底電報電纜，但因存在技術問題，完成後只維持了一個月。

1858年塞勒斯·韦斯特·菲尔德（Cyrus West Field）說服英國工業家基金第一次嘗試建立一条跨大西洋的電報電纜。但完成後只維持了1個月。這項技術一直存在不少問題。於是科學家們不斷嘗試更新的技術，1865年和1866年大東電報局則用更為先進的技術，並產生了世界上第一個成功的跨大西洋電纜。1870年在印度用了這項新的技術。
1863年電纜從孟買連結到阿拉伯半島。
中國大陸首條出現電報線路是由英國、俄國及丹麥鋪設，從香港經上海至日本長崎的海底電纜。由於清政府的反對，電纜被禁止在上海登陸。後來丹麥公司不理清政府的禁令，於1871年將線路引至上海公共租界，並在6月3日起開始收發電報。
當爪哇於1871年與澳大利亞北領地達爾文市相連時，海底電纜首先連接了世界各大洲（南極洲除外），這是因為預期到1872年澳大利亞陸上電報線將完工，從而連接南澳大利亞的阿德萊德，並至到澳大利亞。
台灣的第一、二條海底電纜是在1887年完成，包括由淡水連接福建連江川石島的海底電纜（長177海里，已停用），以及安平連接澎湖的海底電纜（長53海里，已停用）。
1902年至1903年，海底電纜從美國大陸連接到夏威夷，1902年連接到了關島，1903年連接到菲律賓。1902年加拿大，澳洲，新西蘭和斐濟也完成了連線。
1910年，鋪設淡水連接至日本長崎的海底電纜（已停用）。

### 現代：光纖通訊電纜

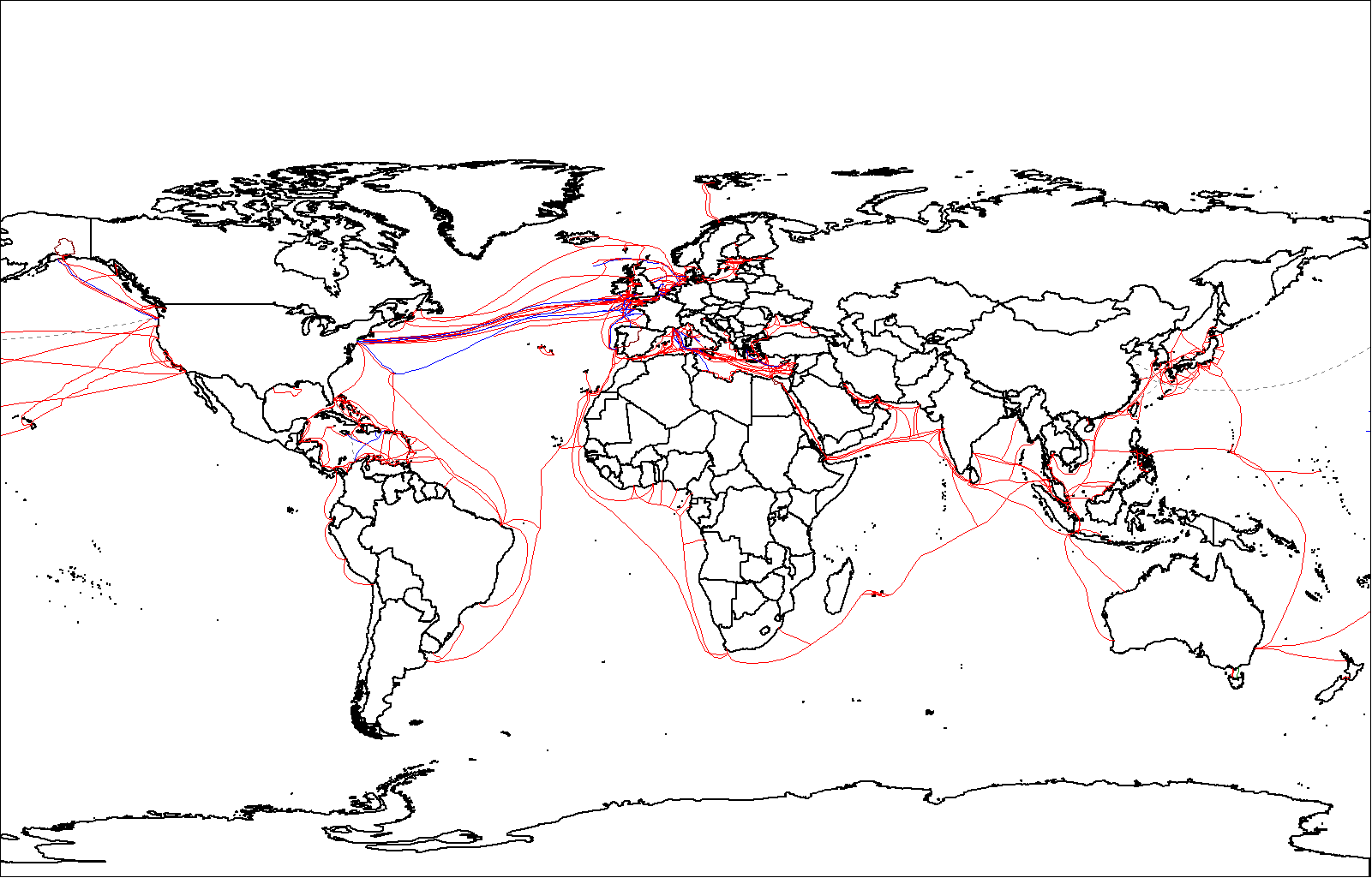
2007年電纜圖

1980年代，開始有了光纖電纜的發展。1988年，跨大西洋電話電纜第一次使用了光學纖維TAT-8。
現今台灣本島之國際商用海底光纜接入點包括以下四者，共有15條7個機房，Meta與谷歌等均有投資持股：
- 宜蘭頭城：電纜從宜蘭縣頭城鎮連結美國、日本、東北亞、東南亞、澳洲、紐西蘭、菲律賓等地。有APCN、APG、NCP、PLCN、SMW3等五條系統。[12]
- 新北淡水：電纜從新北市淡水區連結。共兩站，均位於新北市淡水海缆站。
- 新北八里：電纜從新北市八里區連結。有部屬EAC-C2C海纜。
- 屏東楓港：電纜從屏東縣枋山鄉楓港連結中國大陸、琉球、日本、韓國、關島，以迄美國西海岸的加州和奧勒岡州。

福州至新北之海底光纜共一條線，為福州市長樂區到新北市淡水區。此系統是福州至新北的直達海底電纜系統，名為：海峽一號（英文：Taiwan Strait Express-1，簡稱：TSE-1）
金門至廈門之海底光纜共二條線，一條從金門縣金寧鄉古寧頭到廈門市大嶝島；另1條從金門縣金寧鄉慈湖烏山頭到廈門市觀音山。2條光纜系統是金廈專用線路，互為備用，能確保通訊品質與可靠性。
原定2017年由Google、臉書投資的太平洋光纖網路（PLCN）大型計劃，該最先進海纜已鋪設至香港，但因為美國FCC未核發執照，至今只連接到台灣與菲律賓

## 鋪設及修復

### 電纜鋪設船
- TYCO[15]
- NSW[16]
- ASN Marine[17]
- Elettra;
- FT Marine[18]
- Global Marine Systems Limited[19]
- NTT World Engineering Marine Corporation (NTT-WEM)[20]
- S. B. Submarine Systems[21]
- YIT Primatel Ltd.
- E-MARINE[22]
- IT International Telecom Inc.[23]
- Subsea 7.[24]

### 修復

光纜修復的動畫

電纜往往容易遭到天災、漁船的拖網、船錨或海洋生物的意外破壞，有時也会在戰時被敵軍破壞。1929年紐芬蘭大地震所引發大規模的海底崩塌，使得多條海底電纜同時受損。海底電纜受損有可能導致區域性互聯網和長途電話服務的中斷，造成難以估算的損失，例如2006年恆春地震正是一例，此次海底土石流位於呂宋海峽附近，有多條國際樞紐，距離枋山的电缆登陆点不遠，途經的海纜亦受波及，
修理深海電纜，首先要定位出損壞的位置，損壞的部分将帶到水面上修理。深水帶的電纜必須剪斷被破壞的部份，再帶到水面上與另一頭對接，重新修復的部份會較原來的更長一些。
加拿大新斯科細亞哈利法克斯附近有設立像 CS Cyrus West Field等數家修復公司，擁有專門修復電纜的修復船。有些大型的電信業者如法國電信、日本電信電話等也擁有自己的海纜船。

## 外部連結
- 2019年地圖 （页面存档备份，存于）

海纜系統 （页面存档备份，存于）